# Villa Rothschild (Pforzheim)

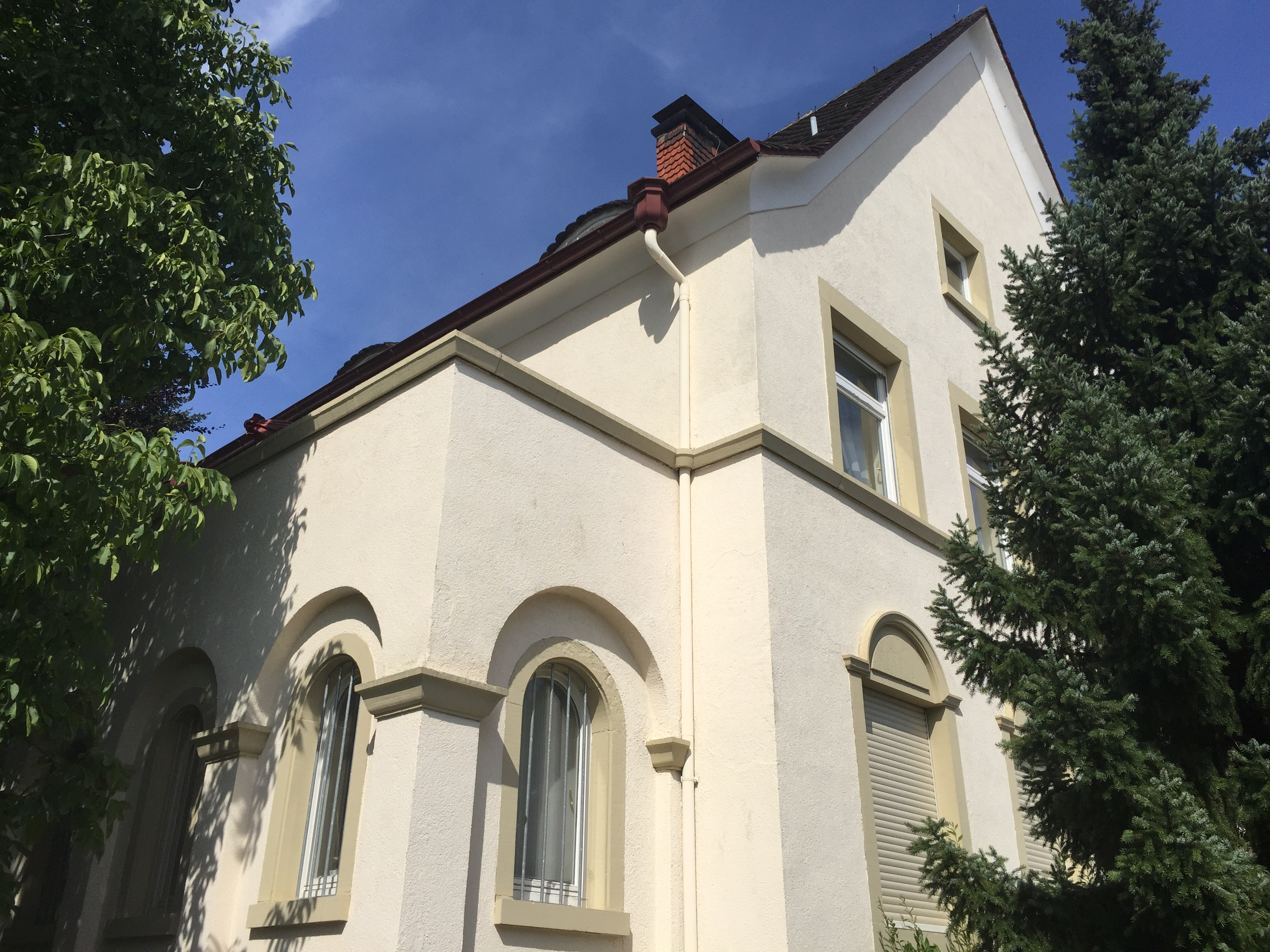
Außenansicht der Villa Rothschild

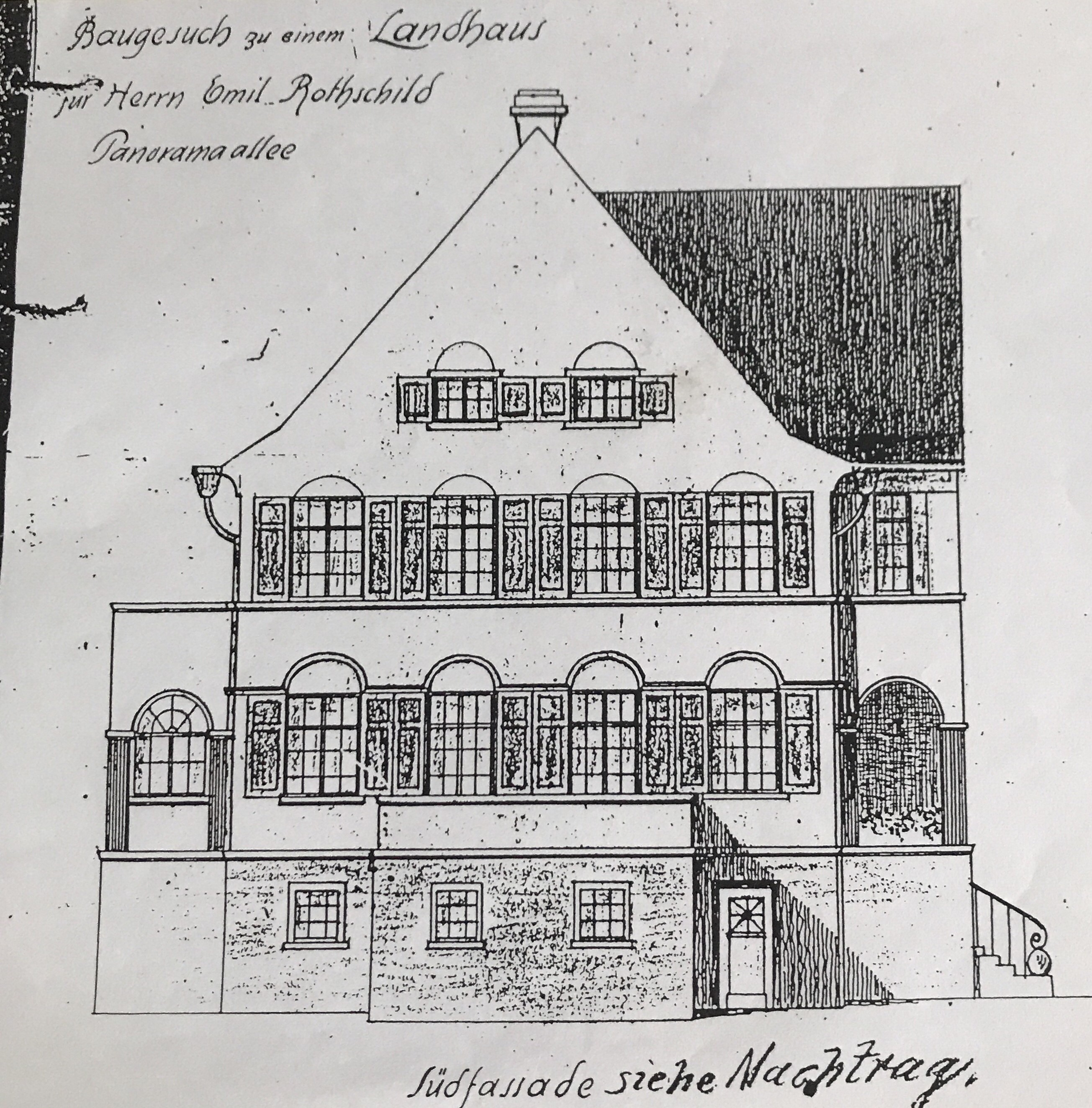
Originalzeichnung der Gebäudefassade aus dem Bauantrag 1924

Die Villa Rothschild ist eine denkmalgeschützte Jugendstil-Villa in der Hachelallee 88 in Pforzheim. Die Villa wurde im Jahr 1924 als Landhaus des jüdischen Pforzheimer Juwelen- und Ringfabrikanten Emil Rothschild von dem Mainzer Architekten A. Reinheimer entworfen und gebaut. Soweit dies nachvollzogen werden kann, flüchtete Emil Rothschild mit seiner Frau im Jahr 1939 nach Brasilien. Dort verstarb er am 2. August 1943.

## Lage
Das Gebäude liegt in der Hachelallee (ehemals Panoramaallee). Es ist die letzte erhaltene Villa vor dem Übergang in das Gewerbegebiet „Wilferdinger Höhe“ und befindet sich auf einem ca. 900 m² großen Eckgrundstück.

## Besonderheiten des Gebäudes
Die Villa besteht aus drei Stockwerken und imponiert durch das offene Treppenhaus, die hohen Decken mit Stuck und das auffallende Satteldach mit Querbau.

## Heutige Nutzung
Die Villa wird als Rechtsanwaltskanzlei und privates Wohnhaus genutzt.